# Matkahuolto

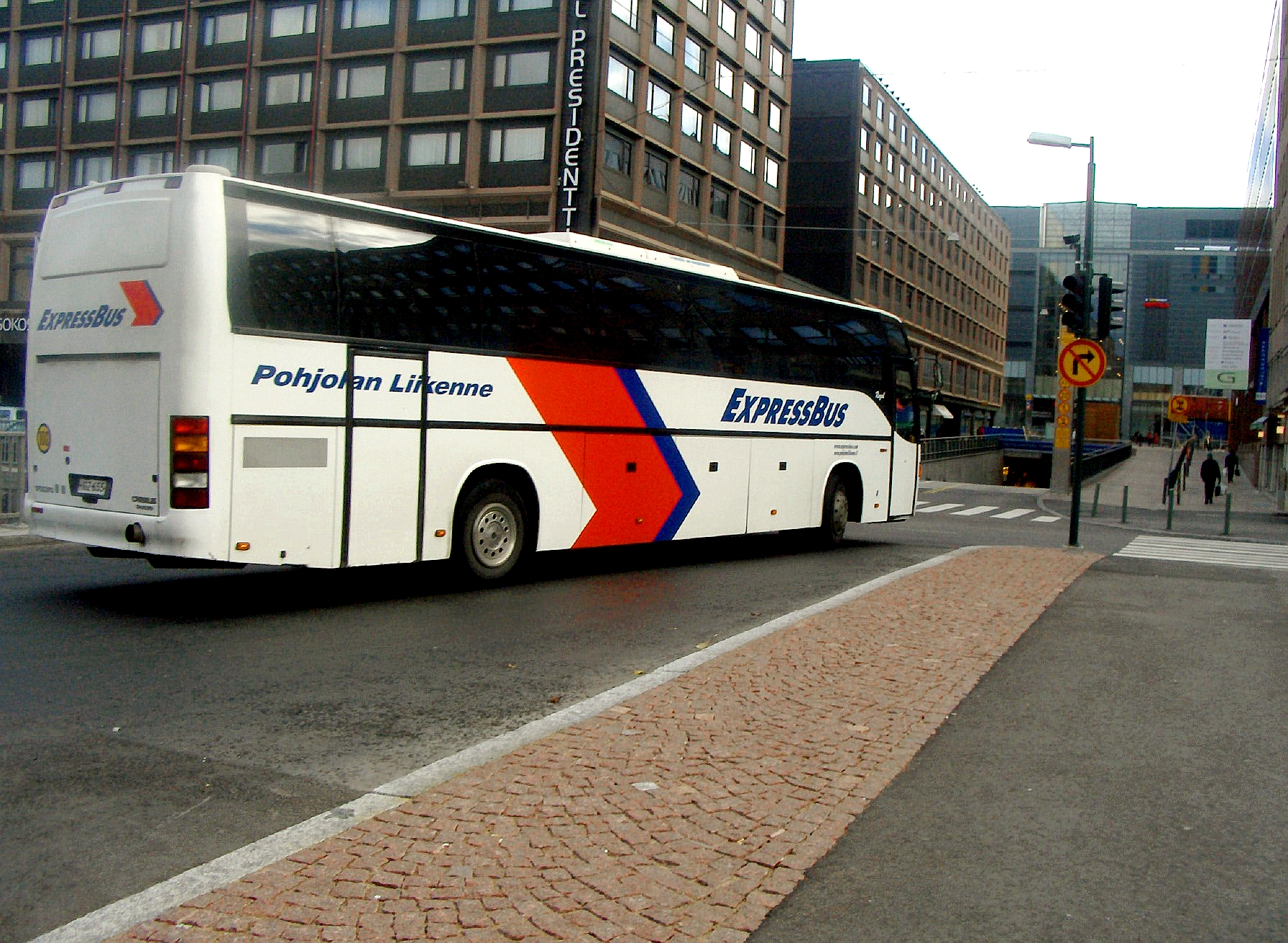
Långdistansbuss vid infarten vid Hotell Presidentii till den underjordiska Helsingfors busstation i Kampens centrum, 2005

Oy Matkahuolto Ab är ett finländskt bussföretag, som grundades 1933 och ägs av Bussförbundet, bussföretagarnas intresseorganisation. 
Matkahuoltos dotterbolag Trimico utvecklar IT-teknik och är moderföretag för tolv fastighetsföretag, vilka framför allt förvaltar busstationer.
Matkahuolto säljer rese- och pakettjänster, bland annat genom ett riksomfattande bussbiljettsystem (med undantag för lokaltrafik i Esbo, Grankulla, Kervo, Kyrkslätt, Helsingfors, Sibbo, Tammerfors, Vanda, Åbo och Åland), erbjuder tidtabellinformation och driver busstationer.